# کولونلا
کولونلا (به ایتالیایی: Colonnella) یک منطقهٔ مسکونی در ایتالیا است که در استان تیرامو واقع شده‌است.

## خصوصیات
کولونلا ۲۱ کیلومترمربع مساحت و ۳٬۴۹۵ نفر جمعیت دارد و ۳۰۳ متر بالاتر از سطح دریا واقع شده‌است.

## خواهرخوانده
شهر Trets خواهرخواندهٔ کولونلا هست.